# 侯世卿
侯世卿（1535年—1604年），字國輔，號貞軒，直隸真定府晉州武強縣人，民籍，明朝政治人物。

## 生平
隆慶元年（1567年）丁卯科順天府鄉試第一百九名舉人。隆慶二年（1568年）中式戊辰科會試第二十六名，三甲第十五名進士。授山西大同府推官，丁憂歸。萬曆三年補任開封府推官，升户部主事，督饷通州，萬曆八年（1580年）五月奉命管理淮安府常盈倉。升郎中，十二年十二月出为山西副使、分巡冀南，十五年十一月升本省左参政，升湖广按察使，二十年四月升雲南右布政使，十一月因病致仕。

## 家族
曾祖侯廣；祖父侯自朝；父侯尚義，母楊氏。具庆下。